# 短毛雙尾蚜
短毛雙尾蚜（学名：Cavariella japonica）为常蚜科雙尾蚜屬下的一个种。